# Apela lilacina
Apela lilacina är en fjärilsart som beskrevs av Paul Dognin 1923. Apela lilacina ingår i släktet Apela och familjen tandspinnare. Inga underarter finns listade i Catalogue of Life.